# Chen Xinyi
Chen Xinyi, née le 2 janvier 1998 à Shanghai, est une nageuse chinoise.
Lors des Jeux asiatiques de 2014, elle remporte la médaille d'or en 50 m, 100 m et au relais 4 × 100 m nage libre.
Pendant les Jeux olympiques de 2016, elle termine quatrième de la finale du 100 m papillon et est contrôlée positive à la hydrochlorothiazide.

## Palmarès

### Championnats du monde

#### Grand bassin
- Championnats du monde 2015 à Kazan :
  -  Médaille d'or du relais 4 × 100 m quatre nages (participe uniquement aux séries).